# Mucuna
Mucuna és un gènere de plantes amb flors que conté unes 100 espècies de lianes i arbusts dins la família de les fabàcies. Es troben en zones tropicals de tot el món.
El nom del gènere deriva de mucunã, una paraula de l'idioma tupí-guaraní que les designa.

## Taxonomia
- Mucuna acuminata
- Mucuna amblyodon
- Mucuna argyrophylla
- Mucuna atropurpurea (Roxb.) DC. ex Wight & Arn.
- Mucuna aurea
- Mucuna bennettii F.Muell. – Red Jade Vine
- Mucuna biplicata
- Mucuna birdwoodiana Tutcher
- Mucuna bracteata DC. ex Kurz
- Mucuna calophylla
- Mucuna canaliculata
- Mucuna championii
- Mucuna coriacea Baker
  - Mucuna coriacea subsp. coriacea

Mucuna urens

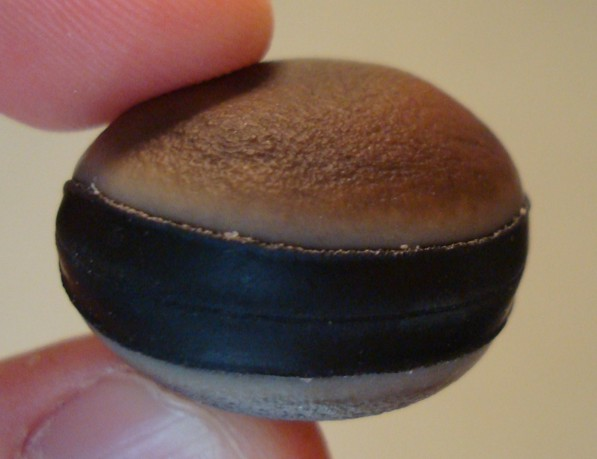
Hamburger Seed

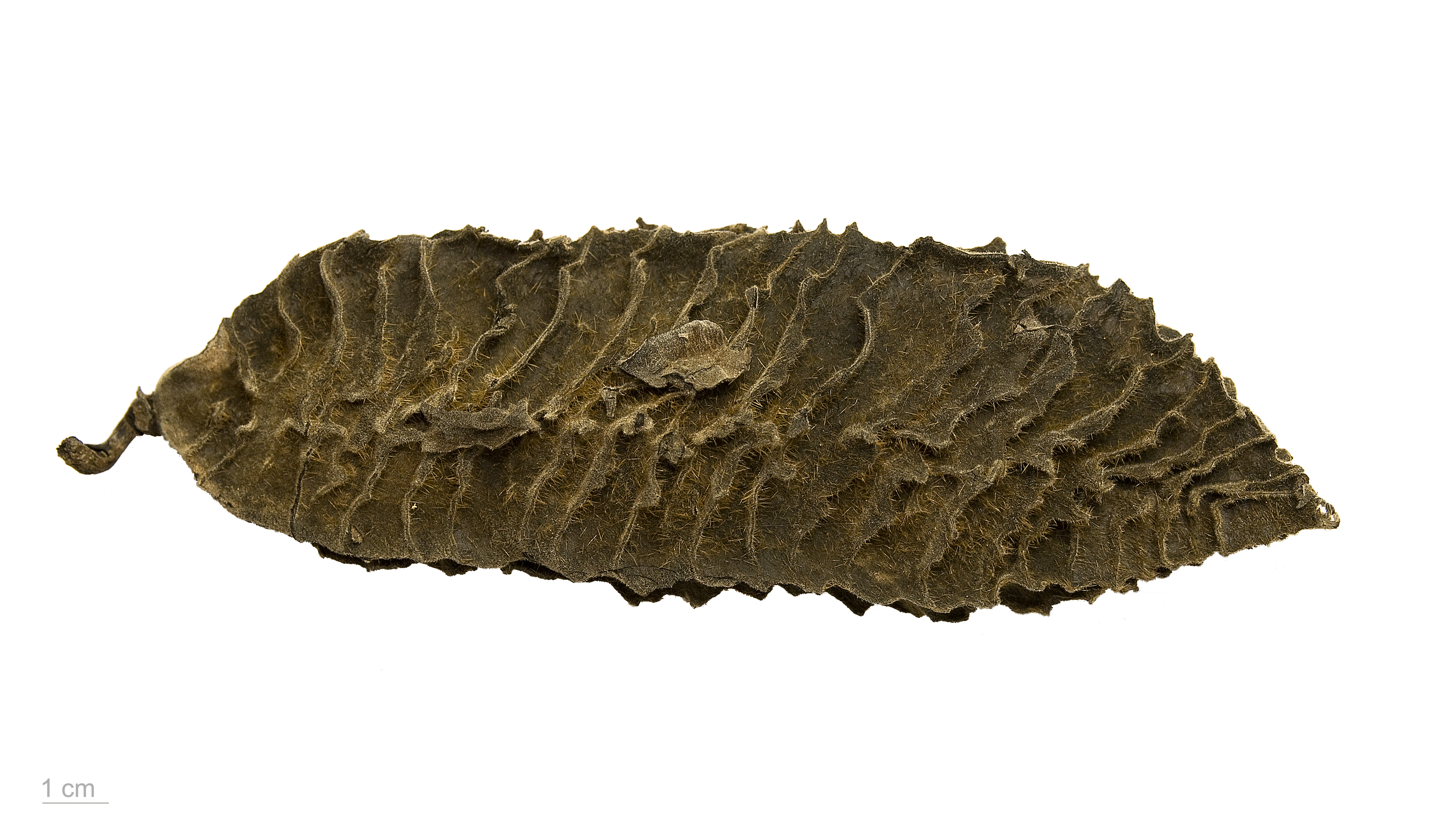
Mucuna urens

  - Mucuna coriacea subsp. irritans (Burtt Davy) Verdc.
- Mucuna curranii
- Mucuna cyclocarpa
- Mucuna diabolica Hayne(disputed)
- Mucuna diplax
- Mucuna discolor
- Mucuna elliptica
- Mucuna fawcettii Urb.
- Mucuna ferox
- Mucuna flagellipes Hook.f.
- Mucuna gigantea (Willd.) DC.
- Mucuna glabrialata
- Mucuna gracilipes
- Mucuna hainanensis Hayata
  - Mucuna hainanensis subsp. hainanensis
  - Mucuna hainanensis subsp. multilamellata Wilmot-Dear
- Mucuna holtonii (Kuntze) Moldenke
- Mucuna hooglandii
- Mucuna huberi
- Mucuna humblotii
- Mucuna imbricata DC. ex Baker
- Mucuna interrupta
- Mucuna killipiana
- Mucuna lamellata
- Mucuna lamii
- Mucuna lane-poolei
- Mucuna longipedunculata
- Mucuna macmillanii
- Mucuna macrobotrys
- Mucuna macrocarpa Wall.
- Mucuna macroceratides (disputed)
- Mucuna macrophylla
- Mucuna macropoda

Plantilla:Col-2-of-2
- Mucuna manongarivensis
- Mucuna mapirensis
- Mucuna melanocarpa Hochst. ex A.Rich.
- Mucuna membranacea
- Mucuna mindorensis
- Mucuna mitis (disputed)
- Mucuna mollis
- Mucuna mollissima Teijsm. & Binn. ex Kurz
- Mucuna monosperma DC. ex Wight
- Mucuna mutisiana (Kunth) DC.
- Mucuna nigricans
- Mucuna novo-guineensis Scheff. – New Guinea Creeper
- Mucuna oligoplax
- Mucuna pachycarpa
- Mucuna pacifica
- Mucuna pallida
- Mucuna paniculata
- Mucuna platyphylla
- Mucuna platyplekta
- Mucuna pluricostata (disputed)
- Mucuna poggei Taub.
  - Mucuna poggei var. pesa (De Wild.) Verdc.
  - Mucuna poggei var. poggei
- Mucuna pruriens (L.) DC. – Velvet Bean, Cowhage, Kapikachu, atmagupta, yerepe (Yoruba), "buffalo bean"
  - Mucuna pruriens var. hirsuta (Wight & Arn.) Wilmot-Dear
  - Mucuna pruriens var. pruriens
  - Mucuna pruriens var. sericophylla (Perkins) Wilmot-Dear
  - Mucuna pruriens var. utilis (Wall. ex Wight) Baker ex Burck
- Mucuna psittacina (disputed)
- Mucuna reptans
- Mucuna reticulata
- Mucuna revoluta
- Mucuna rostrata Benth.
- Mucuna samarensis
- Mucuna schlechteri
- Mucuna sempervirens Hemsl.
- Mucuna sloanei Fawc. & Rendle
- Mucuna stanleyi
- Mucuna stans Welw. ex Baker
- Mucuna stenoplax
- Mucuna terrens
- Mucuna thailandica
- Mucuna tomentosa
- Mucuna urens (L.) Medik.
- Mucuna warburgii[3][4]

### Anteriorment dins aquest gènere
- Canavalia mattogrossensis (Barb. Rodr.) Malme (com M. mattegrossensis Barb. Rodr.)
- Psophocarpus scandens (Endl.) Verdc. (com M. comorensis Vatke)[4]